# Viscum calcaratum
Viscum calcaratum là một loài thực vật có hoa trong họ Santalaceae. Loài này được Balle miêu tả khoa học đầu tiên năm 1960.